# The Mandalorian (sæson 2)
Den anden sæson af den amerikanske tv-serie The Mandalorian har Pedro Pascal i hovedrollen som titelkarakteren, en dusørjæger, der forsøger at returnere "Barnet" til sit folk, Jedierne. Sæsonen er en del af Star Wars-serien, der foregår efter begivenhederne i Episode VI: Jediridderen vender tilbage (1983). Sæsonen blev produceret af Lucasfilm, Fairview Entertainment og Golem Creations, hvor Jon Favreau fungerede som showrunner.

## Afsnit
| Nr. i serie | Nr. i sæson | Titel                                                   | Instruktør          | Manuskript af | Oprindelig udgivelsesdato |
| ----------- | ----------- | ------------------------------------------------------- | ------------------- | ------------- | ------------------------- |
| 9           | 1           | "Chapter 9: The Marshal" "Kapitel 9: Fogeden"           | Jon Favreau         | Jon Favreau   | 30. oktober 2020          |
| 10          | 2           | "Chapter 10: The Passenger" "Kapitel 10: Passageren"    | Peyton Reed         | Jon Favreau   | 6. november 2020          |
| 11          | 3           | "Chapter 11: The Heiress" "Kapitel 11: Arvingen"        | Bryce Dallas Howard | Jon Favreau   | 13. november 2020         |
| 12          | 4           | "Chapter 12: The Siege" "Kapitel 12: Belejringen"       | Carl Weathers       | Jon Favreau   | 20. november 2020         |
| 13          | 5           | "Chapter 13: The Jedi" "Kapitel 13: Jedien"             | Dave Filoni         | Dave Filoni   | 27. november 2020         |
| 14          | 6           | "Chapter 14: The Tragedy" "Kapitel 14: Tragedien"       | Robert Rodriguez    | Jon Favreau   | 4. december 2020          |
| 15          | 7           | "Chapter 15: The Believer" "Kapitel 15: Den Troende"    | Rick Famuyiwa       | Rick Famuyiwa | 11. december 2020         |
| 16          | 8           | "Chapter 16: The Rescue" "Kapitel 16: Redningsaktionen" | Peyton Reed         | Jon Favreau   | 18. december 2020         |